# Damernas tempolopp i landsvägscykling vid olympiska sommarspelen 2016
Damernas tempolopp i landsvägscykling vid olympiska sommarspelen 2016 avgjordes den 10 augusti 2016 i Rio de Janeiro.

## Medaljörer
| Event              | Guld                  | Silver                     | Brons                              |
| Damernas tempolopp | Kristin Armstrong USA | Olga Zabelinskaja Ryssland | Anna van der Breggen Nederländerna |

## Start- och resultatlista
| Startnummer | Cyklist              | Land           | Placering | Tid      |
| ----------- | -------------------- | -------------- | --------- | -------- |
| 1           | Kristin Armstrong    | USA            | 1         | 44:26,42 |
| 5           | Olga Zabelinskaya    | Ryssland       | 2         | 44:31,97 |
| 3           | Anna van der Breggen | Nederländerna  | 3         | 44:37,80 |
| 7           | Ellen van Dijk       | Nederländerna  | 4         | 44:48,74 |
| 9           | Elisa Longo Borghini | Italien        | 5         | 44:51,94 |
| 2           | Linda Villumsen      | Nya Zeeland    | 6         | 44:54,71 |
| 18          | Tara Whitten         | Kanada         | 7         | 45:01,16 |
| 4           | Lisa Brennauer       | Tyskland       | 8         | 45:22,62 |
| 11          | Katrin Garfoot       | Australien     | 9         | 45:35,03 |
| 6           | Evelyn Stevens       | USA            | 10        | 46:00,08 |
| 16          | Alena Amialiusik     | Belarus        | 11        | 46:05,73 |
| 10          | Ashleigh Moolman     | Sydafrika      | 12        | 46:29,11 |
| 14          | Karol-Ann Canuel     | Kanada         | 13        | 46:30,93 |
| 15          | Emma Pooley          | Storbritannien | 14        | 46:31,98 |
| 22          | Eri Yonamine         | Japan          | 15        | 46:43,09 |
| 12          | Trixi Worrack        | Tyskland       | 16        | 46:52,77 |
| 20          | Lotta Lepisto        | Finland        | 17        | 47:06,52 |
| 17          | Katarzyna Niewiadoma | Polen          | 18        | 47:47,96 |
| 25          | Anna Plichta         | Polen          | 19        | 47:59,66 |
| 8           | Hanna Solovej        | Ukraina        | 20        | 48:03,35 |
| 24          | Lotte Kopecky        | Belgien        | 21        | 48:09,86 |
| 23          | Christine Majerus    | Luxemburg      | 22        | 48:16,17 |
| 13          | Ann-Sophie Duyck     | Belgien        | 23        | 48:17,60 |
| 19          | Audrey Cordon        | Frankrike      | 24        | 49:32,87 |
| 21          | Vita Heine           | Norge          | 25        | 50:23,39 |